# Regenbogen (Heraldik)

Regenbogen als Heroldsbild im Wappen der bayerischen Stadt Regen

Regenbogen im Stammwappen derer von Pfuel

Der Regenbogen kann in der Heraldik eine gemeine Figur oder auch ein Heroldsbild sein.

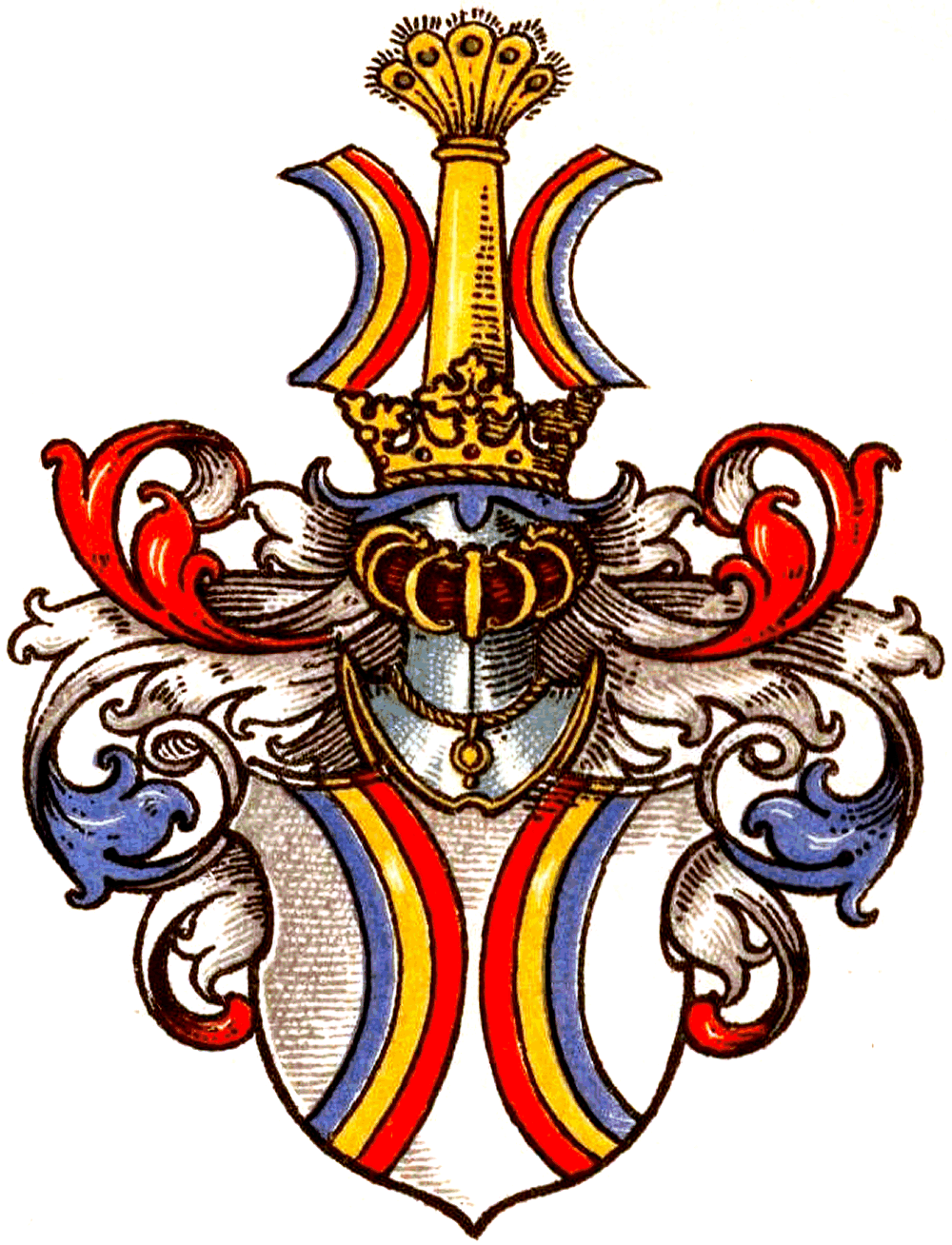
Regenbogen im Stammwappen derer von Hacke

Die Darstellung im Wappen mit der Berührung der Schildränder macht ihn zum Heroldsbild. In den meisten Wappen wird er als solches gestaltet. Der Regenbogen ist ein bogenförmiger Balken. Der Balken kann auch ein Schrägbalken sein. Das auf die Anzahl drei in Fadenbreite geteilte Heroldsbild wird in ebensolcher Anzahl in unterschiedlicher Farbe tingiert. Standard ist Rot-Gold-Blau. Abweichungen sind auch hier möglich, müssen aber blasoniert werden.
Im Wappen von Nicaragua sind vier Farben in Anwendung: Grün, Blau, Gelb und Rot.
Als gemeine Figur, wie im Wappen von Regensberg, berührt er nicht den Schildrand und nimmt Anfang und Ende in einer Wolke. Als Wappenfigur ist der Regenbogen seit Mitte des 15. Jahrhunderts in Gebrauch.
Neben dem rechts abgebildeten Regen führt ihn auch Regenstauf im Schild. Das nahe Pfreimd zeigt ihn dreifach; in Stuppach erfolgt eine Darstellung mit Maria wie auch beim dortigen Altar. Die ehemalige Gemeinde Tarasp in Graubünden hat den Regenbogen als gebogenen Pfahl (Bogenpfahl) im Wappen, hier mit der ungewöhnlichen Farbkombination Gold-Rot-Gold.
Lelm zeigt ihn über einem Dreiberg und Trippstadt zwei aufgerichtete, gegeneinander gewölbte Bögen. Letztgenannte Darstellung findet sich auch bei den Verbandsgemeinden Kaiserslautern-Süd und Landstuhl.
Iris ist die Göttin des Regenbogens. Sie ist die Schwester der Harpyien in der Mythologie.
In einigen Staatswappen ist der Regenbogen abgebildet. Beispiele sind das bereits genannte Nicaragua sowie Honduras, El Salvador und Laos.
Er befindet sich auch in Adelswappen, wie etwa im Stammwappen derer von Pfuel, einem alten Adelsgeschlecht aus dem Barnim in Brandenburg. Der Regenbogen ist nicht nur im Schild, sondern auch im Oberwappen. Er befindet sich auch im Wappen derer von Wins, eines ebenfalls brandenburgischen Adelsgeschlechts, sowie im Wappen derer von Dumbsdorf, eines niedersächsisch-westfälischen Adelsgeschlechts.